# Белая фабрика
Белая фабрика (пол. Biała Fabryka; также Белая фабрика Гейера, Biała Fabryka Geyera) ― здание в стиле классицизма в городе Лодзь, Польша, построенное в 1835―1839 годах. Изначально здесь размещалась текстильная фабрика, принадлежавшая немецкому промышленнику Людвигу Фердинанду Гейеру. В настоящее время здесь размещается Центральный музей текстиля в Лодзи и ансамбль народного танца «Гарнам». Белая фабрика считается одним из наиболее замечательных примеров ранней промышленной архитектуры в Лодзи. Здание расположено в южной части улицы Петрковской, к югу от географического центра города.

## История
В первой половине XIX века Лодзь, который входил в состав Царства Польского, был сравнительно небольшим городом. Тем не менее здесь началось бурное экономическое и промышленное развитие. Город был открыт для мигрантов из стран Центральной Европы, а также других регионов Польши и Российской империи. Людвиг Гейер, немец из Королевства Саксония, переехал в город, чтобы организовать здесь производство текстильной продукции. Здание было в построено 1835―1839 годах, а затем неоднократно реконструировалось. Так или иначе, оно всё еще сохраняет свой первоначальный архитектурный план. В народе оно стало известно как «Белая фабрика» ― в отличие от прочих более поздних городских построек, здание было полностью оштукатурено. В конце 1838 года Людвиг Гейер установил в Белой фабрике первый в Польше паровой двигатель мощностью 60 л.с. Таким образом, в городе началась механизация текстильной промышленности. При построении заводского комплекса Гейер воспользовался помощью российского правительства. Он получил льготный кредит в размере 400 000 злотых в Польском банке. Кроме того, он получил 175 769 злотых по депозитной ссуде и 24 230 злотых по городской ссуде. Вместе с собственным капиталом это позволило ему запустить в 1839 году самый современный текстильный завод во всём Царстве Польском.  

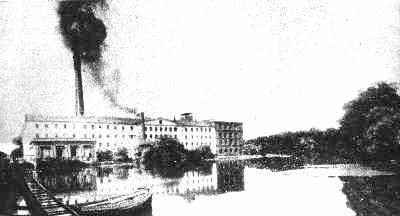
Фабрика во второй половине XIX века

В 1955 году городским правление было принято решение о размещении в здании Центрального музея текстиля. В 1958 году начались работы по реконструкции Белой фабрики, которые позволили приспособить здание под нужды музея. Наконец, в 1960 году он начал свою работу. Одновременно здание, а именно его восточное крыло, по прежнему использовалось как текстильный цех вплоть до 1990 года, когда производство здесь было полностью прекращено. Это крыло было передано музею в 2002 году; таким образом, весь архитектурный комплекс оказался в руках музея текстиля.
Белая фабрика представляет собой здание с четырьмя крыльями и внутренним двором. Самое старое крыло ― западное, обращённое к улице Петрковской. Северное крыло было построено в 1838 году, южное ― в 1847 году. Восточное крыло, самое позднее из четырёх, было возведено гораздо позже, в 1886 году. Во дворе строения находится Старая котельная. Фабричный комплекс также имеет высокую трубу, две башни для выхлопа пыли и ещё две водонапорные башни. В целом такой комплекс был весьма необычным архитектурным решением для первой половины XIX века. Недалеко к югу от здания был разбит пруд. Рядом с Белой фабрикой, на территории, раньше также служившей в качестве промышленной площадки, в 2009 году был открыт Музей лодзинской лесной архитектуры под открытым небом.
В 2015 году Белая фабрика была официально объявлена объектом культурного наследия Польши.